# گوتمادینگن
گوتمادینگن (به آلمانی: Gottmadingen) یک شهر در آلمان است که در Konstanz واقع شده‌است. گوتمادینگن ۱۰٬۳۹۳ نفر جمعیت دارد.

## خواهرخوانده
شهرهای Champagnole، کازل ین پیتاری و Randegg خواهرخوانده‌های گوتمادینگن هستند.